# Adam Frizzell
Adam Frizzell (* 22. Januar 1998 in Greenock) ist ein schottischer Fußballspieler, der bei Derry City unter Vertrag steht.

## Karriere

### Verein
Adam Frizzell begann seine Karriere im Juniorenbereich bei den Glasgow Rangers. 2011 kam er zum FC Kilmarnock, für den er die folgenden vier Jahre in der Jugend aktiv war. Im Oktober 2015 gab Frizzell für die Killies sein Profidebüt in der Scottish Premiership, als er beim 2:0-Sieg über Inverness Caledonian Thistle in der Nachspielzeit für Rory McKenzie eingewechselt wurde. Im April 2016 verlängerte der Verein den Vertrag mit dem 18-Jährigen um drei weitere Jahre. In der Rückrunde der Saison 2017/18 wurde er an den schottischen Zweitligisten FC Livingston verliehen.

### Nationalmannschaft
Adam Frizzell absolvierte im Jahr 2017 fünf Länderspiele für die Schottische U-20. Sein Debüt gab er 31. Mai 2017 gegen Tschechien, als er für Scott Wright eingewechselt wurde.